# Ara il Bello
Ara il Bello o Ara il Gentile (lingua armena: Ara Geghetsik; ... – ...) fu un re leggendario dell'Armenia che regnò sul regno dell'Ararat.
È una figura molto popolare nelle leggende folkloristiche armene nelle quali si narra della sua bellezza che spinse la regina assira Semiramide a dichiarare guerra contro l'Armenia solo per poterlo vedere.

## La leggenda
Secondo le leggende armene, Semiramide, regina assira, aveva sentito parlare dell'avvenenza del re armeno e cominciò a desiderarlo. Ma Ara che era già sposato declinò le sue richieste perché non voleva tradire la sua famiglia ed il proprio onore.
Allora Semiramide furiosa dichiarò subito guerra all'Armenia. Nella battaglia combattuta presso la valle dell'Ararat Ara venne ferito a morte nonostante i precisi ordini della regina di portarlo vivo al suo cospetto.
A causa della sua perdita la regina Semiramide cadde preda della disperazione e pregò gli dei di far rivivere Ara ed ella in cambio avrebbe posto fine alla guerra contro l'Armenia.
Quando gli armeni avanzarono per vendicare il loro re, Semiramide si travestì da una delle amanti del re scomparso e diffuse la voce che Ara fosse tornato dal regno dei morti, ponendo fine alla guerra.